# FIVB 여자 배구 클럽 세계 선수권
FIVB 여자 배구 클럽 세계 선수권(영어: FIVB Volleyball Women's Club World Championship)는 국제 배구 연맹(FIVB)에서 주관하는 대회이다.
출전권을 부여 받은 8개 클럽이 참가하며, 1991년에 창설되었다.
현재 챔피언은 이탈리아의 이모코 발리 코넬리아노이며, 최다 우승팀은 터키의 바키프방크이다.

## 결과 종합
| 1991 상세 | 상파울로 | Sadia Esporte Clube        | 3–? | São Caetano Esporte Clube    | HAOK Mladost                   | 3–? | 모데나 발리                    | 8 |
| 1992 상세 | 예시     | 테오도라 팔라볼로 라벤나   | 3–0 | 미나스 테니스 클럽           | 우랄로츠카-NTMK 예카테린부르크 | 3–2 | Brogliaccio Ancona             | 8 |
| 1994 상세 | 상파울로 | Leites Nestlé              | 3–? | Pallavolo Femminile Matera   | 우사스코 배구 클럽             | 3–? | 우랄로츠카-NTMK 예카테린부르크 | 6 |
| 2010 상세 | 도하     | 페네르바흐체               | 3–0 | 우사스코 배구 클럽           | 베르가모 발리                  | 3–1 | 미라도르                       | 6 |
| 2011 상세 | 도하     | 텔레콤 바쿠                | 3–0 | 바키프방크 이스탄불          | 우사스코 배구 클럽             | 3–0 | 미라도르                       | 6 |
| 2012 상세 | 도하     | 우사스코 배구 클럽         | 3–0 | 텔레콤 바쿠                  | 페네르바흐체                   | 3–0 | 란체라스 데 카타뇨             | 6 |
| 2013 상세 | 취리히   | 바키프방크 이스탄불        | 3–0 | 리우데 자네이루 볼 레이 클럽 | 광동 에버그랜드 배구 클럽      | 3–1 | 볼레로 취히리                  | 6 |
| 2014 상세 | 취리히   | 디나모 카잔                | 3–0 | 우사스코 배구 클럽           | SESI 상파울로                  | 3–2 | 볼레로 취히리                  | 6 |
| 2015 상세 | 취리히   | 엑자시바시 비트라 이스탄불 | 3–1 | 디나모 크라스노다르          | 볼레로 취히리                  | 3–0 | 리우데 자네이루 볼 레이 클럽   | 6 |
| 2016 상세 | 파사이   | 엑자시바시 비트라 이스탄불 | 3–2 | 포미 카살마지오레            | 바키프방크 이스탄불            | 3–1 | 볼레로 취히리                  | 8 |
| 2017 상세 | 고베     | 바키프방크 이스탄불        | 3–0 | 리우데 자네이루 볼 레이 클럽 | 볼레로 취히리                  | 3–2 | 엑자시바시 비트라 이스탄불     | 8 |
| 2018 상세 | 사오싱   | 바키프방크 이스탄불        | 3–0 | 미나스 테니스 클럽           | 엑자시바시 비트라 이스탄불     | 3–0 | 덴틸 프라이아 클럽             | 8 |
| 2019 상세 | 사오싱   | 이모코 발리 코넬리아노     | 3–1 | 엑자시바시 비트라 이스탄불   | 바키프방크 이스탄불            | 3–0 | 이고르 고르곤졸라 노바라       | 8 |

### 배구 연맹별 결과
| 연맹    | 1위 | 2위 | 3위 | 4위 |
| ------- | --- | --- | --- | --- |
| CEV     | 10  | 6   | 9   | 8   |
| CSV     | 3   | 7   | 3   | 2   |
| AVC     | —   | —   | 1   | —   |
| NORCECA | —   | —   | —   | 3   |
| CAVB    | —   | —   | —   | —   |
| Total   | 13  | 13  | 13  | 13  |

2019년 기준.

## 최우수선수 리스트
- 1991 –  Ana Ida Alvares (Sadia Esporte Clube)
- 1992 –  Ana Flávia Sanglard (미나스 테니스 클럽)
- 1994 –  아나 모서 (Leites Nestlé)
- 2010 –  스코프론스카 돌라타 (페네르바흐체)
- 2011 –  Nataša Osmokrović (텔레콤 바쿠)
- 2012 –  셰일라 카스트로 (우사스코 배구 클럽)
- 2013 –  요바나 브라코체비치 (바키프방크 이스탄불)
- 2014 –  예카테리나 가모바 (디나모 카잔)
- 2015 –  조던 라슨 (엑자시바시 비트라 이스탄불)
- 2016 –  티아나 보스코비치 (엑자시바시 비트라 이스탄불)
- 2017 –  주팅 (바키프방크 이스탄불)
- 2018 –  주팅 (바키프방크 이스탄불)
- 2019 –  파올라 에고누 (이모코 발리 코넬리아노)

## 기타
| FIVB 여자 배구 클럽 세계 선수권      | FIVB 여자 배구 클럽 세계 선수권                                | FIVB 여자 배구 클럽 세계 선수권      |
| ------------------------------------ | -------------------------------------------------------------- | ------------------------------------ |
| 이전 대회                            | 2019 FIVB 여자 배구 클럽 세계 선수권 (2019.12.03 ~ 2019.12.08) | 다음 대회                            |
| 2018 FIVB 여자 배구 클럽 세계 선수권 | 2019 FIVB 여자 배구 클럽 세계 선수권 (2019.12.03 ~ 2019.12.08) | 2020 FIVB 여자 배구 클럽 세계 선수권 |

## 같이 보기
- CEV 여자 배구 챔피언스리그